# سیلویو کاتور
سیلویو کاتور (انگلیسی: Silvio Cator; ۹ اکتبر ۱۹۰۰ – ۲۱ ژوئیهٔ ۱۹۵۲) ورزشکار پرش طول اهل هائیتی بود.